# Ingwe (Gemeinde)

Gemeindegebiet bis 2016

Wappen der Gemeinde

Ingwe (englisch Ingwe Local Municipality) war eine Lokalgemeinde im Distrikt Harry Gwala der südafrikanischen Provinz KwaZulu-Natal. Der Sitz der Gemeindeverwaltung befand sich in Creighton. Nomangungu Luzulane war der letzte Bürgermeister.
Der ANC stellte zuletzt die Mehrheit im Gemeinderat.
Die Gemeinde war nach dem isiZulu-Wort für „Leopard“ benannt. Im Jahr 2011 betrug die Zahl der Einwohner 100.548 auf einer Gesamtfläche von 1970 km².
Die einzige Stadt in der Gemeinde war Creighton.
Die Gemeinde wurde 2016 mit der Kwa Sani Local Municipality zur Gemeinde Dr Nkosazana Dlamini Zuma verschmolzen.